# Julia Zigiotti Olme
Julia Zigiotti Olme, née le 24 décembre 1997, est une footballeuse internationale suédoise. Elle évolue au poste d'attaquante à Manchester United FC.

## Biographie

### En club
Elle joue dans l'équipe A de Bollstanäs SK, de 2012 à 2014, qui fait l’ascenseur entre la 1. division et l'Elitettan (3e et 2e niveau).
En 2015, elle joue pour le club de AIK Fotboll Damer. C'est sa première expérience au plus haut niveau, expérience qui sera rude car l'AIK termine dernier avec seulement 2 points (2 nuls, 20 défaites).
Elle joue alors pendant trois saisons à Hammarby IF en Elitettan. Le club qui jouait en Damallsvenskan - l'élite - en 2015, a été rétrogradé en même temps que l'ancien club de Julia Zigiotti dans la division inférieure. Mais le club termine 2e et remonte aussitôt dans l'élite. La seconde saison, l voit le club se maintenir et finir en milieu de tableau, mais en 2018, le club est relégué de nouveau.
Elle signe alors un contrat d'un an et demi pour le Kopparbergs/Göteborg FC.
Le 1er janvier 2022, Julia Zigiotti Olme ainsi que sa compatriote Emma Kullberg quittent leur pays natal pour signer à Brighton & Hove Albion,.

### En équipe nationale
Zigiotti Olme fait partie du groupe qui a remporté l'Euro U-19 de 2015.
Elle connait sa première sélection en équipe première le 4 octobre 2018 lors d'un match amical face à la Norvège (victoire 2-1) en entrant en jeu à la 67e minute.

## Palmarès

### En sélection
- Vainqueur du championnat d'Europe des moins de 19 ans 2015 avec l'équipe de Suède des moins de 19 ans
- Troisième de la Coupe du monde féminine de football 2019